# نفازودون
نفازودون(به انگلیسی: Nefazodone)، که در گذشته با نام‌های تجاری سرزون ، دوتونین و نفادار فروخته می‌شد ، یک داروی ضد افسردگی غیرمعمول است که اولین بار توسط بریستول-مایرز اسکوئیب در سال ۱۹۹۴ به بازار عرضه شد اما همکون تولید آن به دلیل عوارض شدید کبدی تقریباً قطع شده‌است.

## مصارف پزشکی
نفازودون برای درمان اختلال افسردگی عمده، رفتار پرخاشگرانه و اختلال ترس استفاده می‌شود.

## شیمی
نفازودون یک فنیل‌پیپرازین است و یک مشتق آلفا-فنوکسیل از اتوپریدون به حساب می‌آید که به نوبه خود مشتقی از ترازودون است.